# Libres (álbum de Kairo)
Libres es el nombre del tercer álbum de estudio del grupo mexicano Kairo con dos de los integrantes originales Paul Forat y Francisco Zorrilla, además de Gabriel Soto quien reemplazó a Eduardo Verástegui. Este álbum fue grabado en Madrid, España y en Rávena, Italia y fue lanzado al mercado por Sony Music el 2 de septiembre de 1997.

## Promoción
Los sencillos que se desprendieron de este álbum fueron Siempre me acuerdo de ti canción con la cual dieron a conocer el álbum. Posteriormente a este sencillo le siguieron las canciones Vuelve conmigo (Ven) (Could it be magic), Sin decir te quiero y Locos por ti.

La promoción de este disco se realizó en México y varios países de América Latina como Venezuela, Argentina y Chile entre otros, teniendo una gran aceptación por parte del público durante el año 1997.

Al darse a conocer el último sencillo se rumora que Paul Forat y Francisco Zorrilla dejan el grupo, por lo cual se piensa que el grupo ya no seguirá más al no contar con sus integrantes originales y aún más la voz de Paul Forat, sin embargo a finales de 1997 se anuncia que los reemplazos de Paul Forat será el ex Tierra Cero Paulo César Quevedo y el modelo Roberto Assad en lugar de Francisco Zorrilla.

## Participaciones
Álbum dirigido y realizado por: Pablo Pinilla y Alberto Estebanez.

Productor ejecutivo: Fernando Figueroa.

Coordinación de producción: Leticia Río.

Coordinación de producción en los temas: Pablo Pinilla.

Grabación de bases, recordings, coros y mezclas finales: Estudios "Le Dune", Rávena, Italia.

Grabación de voces: Estudio "Track", Madrid, España.

Productor asociado: Antonio Santos.

Ingeniero en grabación: Pepe Loeches.

Arreglo y dirección musical: Alberto Estebanez.

Guitarra eléctrica: Juan Cerro.

Guitarra española: Ernesto Nuñez.

Bajo: Jesús Valencia.

Trompeta: Patxi Urchegui.

Percusión: Luca Parrilli.

Batería: Antonio Mejías.

Piano y teclados: Alberto Estebanez.

Edición de voces: Román Estebanez.

Arreglo de voces y dirección de coro: Mikel Herzog.

Coros: Richelieu, Morri, Álvaro Martínez y Enrique Morante.

Dirección de arte: Alicia Vivanco Sodi.

Corrección de estilo: Lupita Trejo.

## Temas
- 1. Locos por ti
- 2. Siempre me acuerdo de ti
- 3. Vivo enamorado
- 4. Como el gato y el ratón
- 5. Vuelve conmigo (Ven) (Could it be magic)
- 6. Así es el amor
- 7. Mi novia formal (Tieni il tempo)
- 8. Sin decir te quiero
- 9. Corazones, sensaciones
- 10. Fin de semana
- 11. Necesito una oportunidad
- 12. Tal para cual (La la la)

## Sencillos
- 1997: «Siempre me acuerdo de ti»
- 1997: «Vuelve conmigo (Ven) (Could it be magic)»
- 1997: «Sin decir te quiero»
- 1997: «Locos por ti»

De este disco solo se grabaron los videos de las canciones Siempre me acuerdo de ti, Vuelve conmigo (Ven) (Could it be magic) y Sin decir te quiero.

## Integrantes
- Paul Forat
- Francisco Zorrilla
- Gabriel Soto